# Azelouaz
Azelouaz é uma vila na comuna de Djanet, no distrito de Djanet, província de Illizi, Argélia. Está no mesmo vale como a capital do distrito de Djanet, que está 2,5 quilômetros (1,6 milhas) ao sul. Juntamente com as outras localidades perto de Djanet que situa-se na margem sul-ocidental da cordilheira do Tassili n'Ajjer.